# 露の団姫
露の 団姫（つゆの まるこ、1986年（昭和61年）10月17日 - ）は、日本の落語家、天台宗の僧侶。兵庫県尼崎市在住。株式会社七福神・上方落語協会・MC企画所属。
本名∶鳴海 春香。俗名は「ハトル」だったが、出家に伴い戸籍上の本名も「春香」と改名した。

## 来歴
静岡県富士宮市生まれ。愛知県立名古屋南高等学校卒業。身長162cm、血液型はA型。小学生の頃から劇団ひまわりに所属し、テレビや舞台に出演。
母はカウンセラーで行政書士。小さい頃からの死に対する恐怖をきっかけに、宗教に関心を持つ。高校1年生のときに法華経に出会い、将来、落語家になり僧侶となることを決意。初代・露の五郎兵衛が僧侶であったことから二代目露の五郎兵衛に関心を持ち、2005年3月7日、二代目五郎兵衛門下の露の団四郎へ入門した（なお二代目五郎兵衛は、娘の露のききょうらの影響でクリスチャンとなっている）。
2005年8月からは大師匠にあたる二代目五郎兵衛宅で住み込みの内弟子修業を始め、2008年3月7日、修業を終える。天満天神繁昌亭をはじめ、テレビ・ラジオで芸能活動をおこなっている。
趣味は読書、川柳、ぬいぐるみ。「番傘わかくさ川柳会」の同人でもある。2010年には露の団姫オリジナルゆるキャラ「ぽ〜ろ」が誕生。デザインはひこにゃんの作者・もへろんが所属する桜井デザインによるもの。ネーミングは公式ブログでファンからの応募によって決まった。2011年5月5日には着ぐるみもデビューし、Twitterでつぶやいている。
2011年11月16日に天台宗で出家し、僧侶としての活動も始める。2012年4月25日から比叡山行院へ入り四度加行を受けた。2019年11月、尼崎市内に「道心寺」の建立計画を発表。2021年7月7日に開山。「みんなが幸せになるお寺」を目指し、住職として仏事や悩み相談を受け付けている。天台宗一隅を照らす運動広報大使。尼崎市男女共同参画審議会委員、尼崎市男女共同参画推進員を務める。
2022年以降、故・瀬戸内寂聴が青空説法を行ってきた岩手県二戸市の天台寺や、京都三十三間堂において説法や落語を行っている。
2025年7月20日、東京・落語協会の黒門亭第一部に出演した。演目は「お血脈」。

## 人物
私生活では2011年3月11日に太神楽曲芸師でプロテスタントのクリスチャンの豊来家大治朗と結婚し、2014年4月22日に第一子となる男児を出産した。その後、選択的夫婦別姓が法的に実現しないことから、2017年3月にペーパー離婚をして事実婚に移行したことを著書『女らしくなく、男らしくなく、自分らしく生きる』（春秋社）で公表した。

### 高座
着物は女性落語家でありながら男物を着ている。出家後は剃髪したため坊主頭のまま高座を務めている。語り口は主に稽古をつけたという大師匠・二代目露の五郎兵衛に似ており、古典落語のほかに自作の仏教落語にも力を注いでいる。

## 主な出演

### テレビ
- おはよう朝日・土曜日です（2007年1月 - 2011年4月2日、朝日放送）
- お坊さんバラエティ ぶっちゃけ寺（テレビ朝日）
- かんさい情報ネットten.（読売テレビ）
- 上方落語の会（NHK）
- らくごのお時間（MBS）
- 平成紅梅亭（読売テレビ）
- ドラマ幻のペンフレンド2001 （2001年、NHK教育）
- 中学生日記（2002 - 2004年、NHK教育）
- エスパー魔美（NHK教育）
- 大阪弁講座（NHK教育）
- 中学生日記〜卒業生は今〜（NHK教育）
- ぴーかんテレビ（東海テレビ）
- ちりとてちん放送直前スペシャル（NHK）
- ちりとてちん 最終回（NHK） - 本編終了後の「ただいま修行中」に写真出演
- 魅せます!華の子供歌舞伎（NHK-BS2） - ナレーション
- あほやねん!すきやねん!（2008 - 2009年、NHK大阪放送局）- 2008年度木曜レギュラー
- 比叡の光（KBS京都）
- できることからはじめよう　びわ湖・滋賀が育むエコスタイル（びわ湖放送）
- 新婚さんいらっしゃい!（2011年6月26日、朝日放送）
- キラりん エコライフ（びわ湖放送）
- 福輔・うみりんのまいどまいどジャーナル（チャンネルO）
- テレビ朝日「モーニングバード」2012年4月27日‐週刊人物大辞典
- 開運!なんでも鑑定団(2013年6月25日、70分スペシャル、テレビ東京) - 第1回お坊さんのお宝鑑定大会
- eo光寄席（eo光）
- 業界調査バラエティー!こんな事でモメてます（テレビ東京）
- 痛快！明石家電視台 「実際どうなん!?夫が妻を好きすぎる夫婦」(2020年2月3日、MBS）
- ぐるっと関西おひるまえ（NHK）
- クイズ！関西検定（eo光）
- 情報スタジアム 4時!キャッチ（サンテレビ）
- 結婚ってなんだっけ?〜幸せなりたガールに効く答え〜（朝日放送）
- キングオブコメンテーター（MBSテレビ）
- 歩道・車道バラエティ 道との遭遇（2022年5月24日、CBCテレビ）
- 10人のお坊さん（NHK）
- 謎解き!伝説のミステリー（テレビ朝日）

### ラジオ
- 日曜落語 〜なみはや亭〜（ABCラジオ）
- ラジオ深夜便（NHKラジオ）
- むさし・ふみ子の朝はミラクル!（ラジオ大阪）
- かんさい土曜ほっとタイム内・ぼやき川柳（NHKラジオ第1）
- 山口進と林家染二のとりあえずラジオ（KBS京都）
- 吉佐登・瓶成の"おこしやす!"（KBS京都）
- 露の団姫のまんまるサンデー（ラジオ大阪）
- ほんまもん!原田年晴です（ラジオ大阪）
- くにまるジャパン（文化放送） ゲスト出演
- 兵動大樹のほわ〜っとエエ感じ。[注 2]（ABCラジオ） 2015年9月25日は13時前に、2016年9月9日は14時台の常設ゲストコーナー「チケット兵動」にゲスト出演。
- 笑い飯哲夫のサタデーナイト仏教（FM大阪　2021年2月、月間ゲスト）
- 昭和通二丁目ラジオ（FMaiai　水曜パーソナリティ）

### 書籍
- プロの尼さん 落語家・まるこの仏道修行（新潮新書 2013年） ISBN 978-4106105326
- ぽくぽくぽく・ち〜ん　仏の知恵の薬箱（ぷねうま舎　2013年）
- 露の団姫の仏教いろは寄席（佼成出版社 2014年）
- 法華経が好き!（春秋社 2014年）
- 人生が100倍オモシロくなる仏の教え（枻出版 2015年）
- いい恋いい愛と生きる幸せの心得（文芸社 2016年）
- 団姫流 お釈迦さま物語（春秋社 2017年）
- 聖♡尼さん「クリスチャン」と「僧職女子」が結婚したら（春秋社 2017年）
- みんなを幸せにする話し方（興山舎　2018年）
- 女らしくなく、男らしくなく、自分らしく生きる（春秋社 2019年）ISBN 978-4393436561
- 不要不急 苦境と向き合う仏教の智慧（新潮新書　2021年※共著）
- お寺を建てる！まるこの道心寺物語（春秋社　2021年）
- 苦しみとサヨナラする人生相談（佼成出版社　2022年）
- 今日は何の日？まるこの日めくり仏教小咄（春秋社　2024年）

### その他
- 覚悟の瞬間（Web番組）
- 大阪さくらクルーズ 2009年ナレーション
- 週刊新潮2011年4月14日号

### 持ちネタ
【古典落語】
松山鏡、お血脈、地獄八景亡者戯、ちりとてちん、鹿政談、宗論、雪の戸田川、粗忽長屋、寿限無、まんじゅう怖い、茗荷宿、皿屋敷、天狗裁き、餅屋問答、七段目、ごんべえ狸、秘伝書、八五郎坊主、東の旅発端、大仏の目、平林、道灌、商売根問、村芝居、西遊記～落胎泉の場～、鉄砲勇助、めがね屋盗人、夕立や、千早振る、鉄拐、寄合酒、子ほめ、一眼国、時うどん、狸の賽、阿弥陀池、無妙沢
【仏教落語】
あいたた観音（作・露の団姫）、スーパーサンズリバー（作・露の団姫）、いにしえ運動会（作・露の団姫）、八百比丘尼（作・小佐田定雄）、遊女塚（作・露の団姫）、強運の人・慈覚大師（作・露の団姫）、一隅を照らす（作・露の団姫）、般若心経物語（作・露の団姫）
【新作落語】
残念さん（作・くまざわあかね）、はじめての托鉢（作・月亭天使）、防犯落語（作・露の団姫）、鯛（作・桂三枝）、紫式部（作・くまざわあかね）、そうだ京都行こう！（作・露の団姫）

### 映画
- 「あの夜の噺」2007年（ベルリン国際映画祭出展作品）